# Ludwig Windthorst
Ludwig Johann Ferdinand Gustav Windthorst, född 17 januari 1812 på Gut Caldenhof vid Osnabrück, död 14 mars 1891 i Berlin, var en tysk politiker.
Windthorst blev advokat, sedermera konsistorialråd i Osnabrück och 1848 oberappellationsrat i Celle. Han var 1851-53 och 1862-65 stats- och justitieminister i kungariket Hannover samt därefter kronoberanwalt i Celle. Sin parlamentariska bana började han i Hannovers andra kammare 1849 och blev redan 1851 dess president.
Ett större verksamhetsfält fick han, sedan Hannover 1866 annekterats av Preussen. Han inträdde då som ledamot både i preussiska lantdagens deputeradekammare och i Nordtyska förbundets, sedermera Tyska rikets riksdag för kretsen Lingen-Meppen. Som trogen anhängare av den fördrivna welfiska kungaätten i Hannover var han ledare för de så kallade welferna i riksdagen samt till följd av detta motståndare till Otto von Bismarcks system. Trots detta visar hans anföranden, särskilt under de första åren, att hans mål var, att de nya institutioner, som höll på att skapas, skulle bli så goda som möjligt, och han anses ha inlagt stora förtjänster särskilt vid ordnandet av rättsväsendet.
Windthorst var dock även en övertygad romersk katolik och när det började visa sig, att Bismarcks politik tog en för de romersk-katolska intressena farlig vändning, skärptes hans motstånd mot rikskanslern. År 1869 bildades det romersk-katolska Centrumpartiet och Windthorst blev en av dess medlemmar. Han blev snart partiledare och Bismarcks farligaste motståndare i riksdagen. Han motarbetade kraftigt de mot de romerska katolikerna riktade åtgärder, som karakteriserade Preussens inre politik under 1870-talet, men till en början utan framgång.
Centrumpartiets fiendskap blev emellertid till sist farlig för regeringen, allteftersom antalet av dess radikalare motståndare ökades inom representationen, och Bismarck blev med tiden tvingad att försöka vinna de romerska katolikerna genom att återge dem deras religionsfrihet. Detta var främst Windthorsts förtjänst är säkert, även om Bismarck, för att inte framstå som besegrad av den "lille excellensen", såsom Windthorst kallades, flyttade det viktigaste av dessa förhandlingar till lantdagens övre kammare, herrehuset, där den där insatte biskop Georg von Kopp blev de romersk-katolska intressenas ledare. Windthorst upplevde dock ej de romerska katolikernas fulla seger, sedan Leo von Caprivi 1890 blivit rikskansler.